# 沈敏 (中国人民解放军开国大校)
沈敏（1916年—2014年5月18日），曾用名沈继虞。陕西省汉阴县双乳镇人，中国人民解放军开国大校。空军正军职离休干部。文革时期曾任中国气象局负责人。
1938年1月加入中国共产党。1955年授大校军衔，荣获“八一”勋章、二级自由勋章、二级解放勋章、二级红星功勋荣誉章。